# Slaget om Lehola 1215
Slaget om Lehola 1215 (estisk: Lehola lahing 1215, lettisk: Karagājieni uz Ridalu un Sakalu 1215) blev udkæmpet mellem Sværdbroderordenen og esterne nævnte år.
I foråret 1215 hærgede medlemmer af Sværdbroderordenen og deres allierede landskabet Sakala og plyndrede i den nordlige del af dette. Der efter samledes de ved forsvarsværket Lõhavere (Leole), der tilhørte esternes "ældste" (det vil sige leder) Lembitu. Esterne, der befandt sig inden for forsvarsværket, angreb imidlertid fjenden og "satte dem skræk i livet".
På tredjedagen lykkedes det belejrerne at sætte forsvarsværket i brand ved foden af volden, der var af træ og jord. Branden bredte sig opad og fængede palisaderne. Da esterne ikke formåede at slukke branden, var de – efter forgæves at have tilbudt en løsesum – tvunget til at overgive sig.
Under den efterfølgende kristning af esterne trængte fjendehæren ind i resterne af fæstningsværket og "stjal alt af værdi, førte ud heste og kvæg sammen med alle fæ, fik et stort bytte og fordelte det indbyrdes". De tog Lembitu sammen med de øvrige "ældste" med sig, men disse blev snart løsladte efter at have stillet deres sønner som gidsler.

## References
1. 1 2  Henrik XVIII, 7; s. 113